# Contralmirante Villar (província)
Contralmirante Villar é uma província do Peru localizada na região de  Tumbes. Sua capital é a cidade de Zorritos.

## Distritos da província
- Casitas
- Zorritos
- Canoas de Punta Sal